# Hispania (personificación)

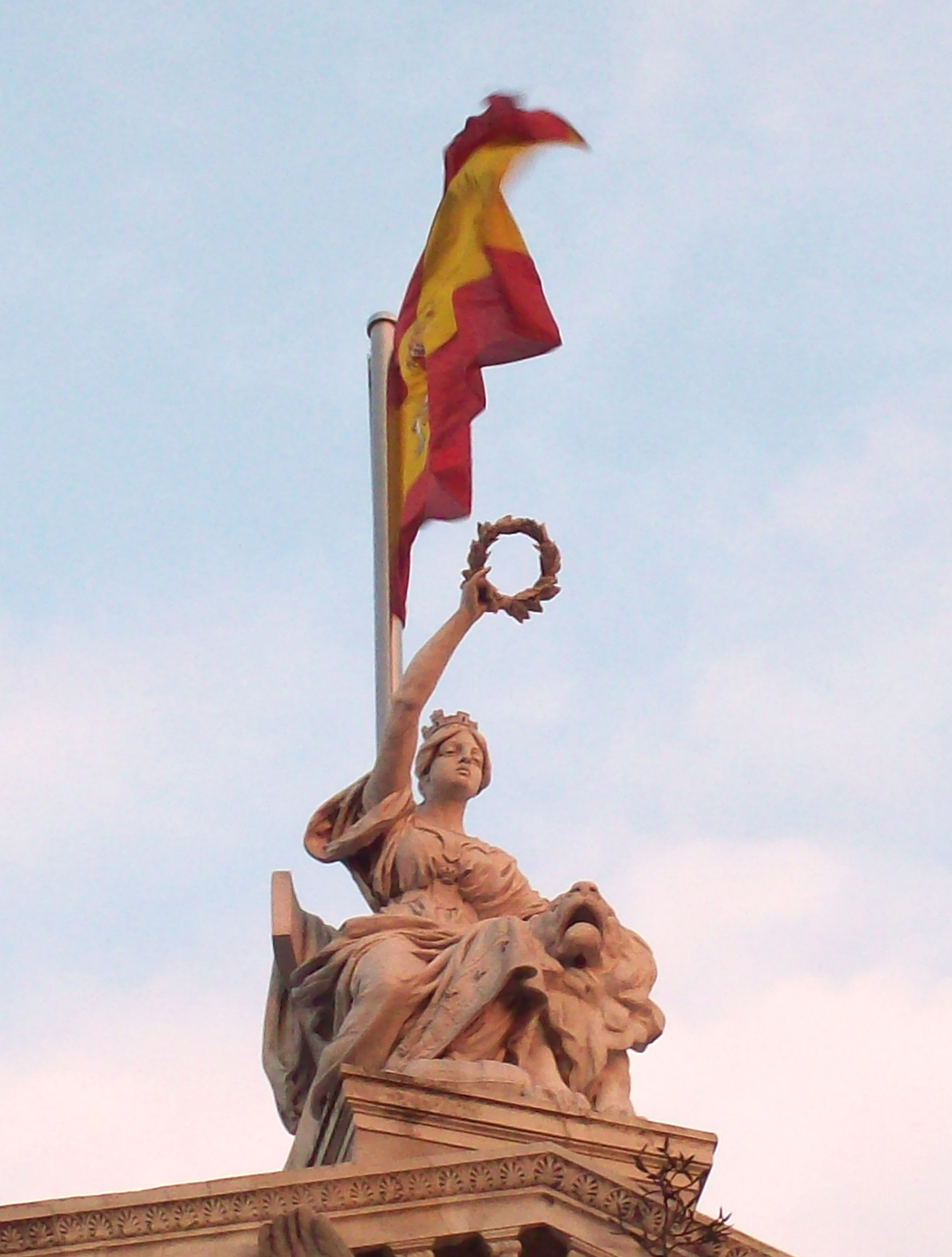
Hispania, quien, con una corona de laurel, premia simbólicamente las obras de ingenio de sus hijos. Obra de Agustín Querol que remata la fachada de la Biblioteca Nacional de España.

Hispania es la personificación nacional de España surgida durante la república romana.
El antecedente de esta representación fueron unas monedas donde aparecía representado un jinete (équite) con una lanza y con la leyenda HISPANORVM. Estas correspondían con la primera mitad de siglo II a. C. y fueron acuñadas en Morgantina (Sicilia). Estas monedas fueron realizadas por los mercenarios hispanos que recibieron el gobierno de esta ciudad siciliana por orden del Senado romano durante la segunda guerra púnica.
La primera representación de Hispania apareció durante la República romana: era una cabeza de mujer con la leyenda HISPAN, fue acuñada en Roma por la familia Postumia (81 a. C.). Desde entonces surgirían nuevas monedas con representaciones alegóricas a Hispania con diferentes atributos durante toda la época romana.
Caería en el olvido en el Bajo Imperio romano debido a que el protagonismo de las monedas recaía sobre Roma y Constantinopla dejando de lado a las alegorías provinciales. No volvería a aparecer en la numismática hasta el comienzo de la peseta (1869: derrocamiento de Isabel II) basándose en la alegoría que se utilizó en el modelo de la época de Adriano, aunque esta vez con la leyenda ESPAÑA. A partir de ese año se realizaron monumentos, estatuas y relieves con la alegoría de Hispania fuera del mundo monetario.
En los últimos años de la peseta reapareció (también con el modelo de Adriano) en monedas hechas en 1999, 2000 y 2001. La Segunda República Española también tendría su propia alegoría basada en Hispania.

## Hispania en la numismática

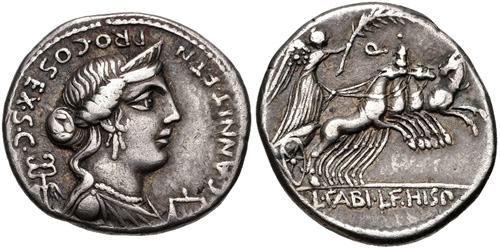
Moneda acuñada por la familia Annia donde se puede leer L. F. FABI. L. F. HISP. / Q.

Antes de que surgiera la alegoría surgieron alguna monedas que hacían referencia a la provincia romana de Hispania. Estas fueron una serie de monedas acuñadas en Morgantina (Sicilia) por mercenarios hispanos que gobernaron esta ciudad por orden del senado durante la segunda guerra púnica. En estas aparecía representado un jinete equite con una lanza y con la leyenda HISPANORVM. La siguiente referencia al territorio de Hispania que se conozca fue una moneda acuñada por la familia Annia donde aparece la leyenda: L. F. FABI. L. F. HISP. / Q que era una abreviación de Lucius Fabius L.f. Hispaniensis / Quaestor. Esta moneda se acuñó para conmemorar la participación de Lucio Fabio durante una campaña en Hispania en la guerra de Sertorio.

### Los inicios

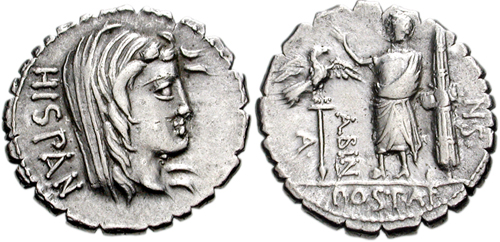
Denario con la leyenda HISPAN y con la alegoría de Hispania.

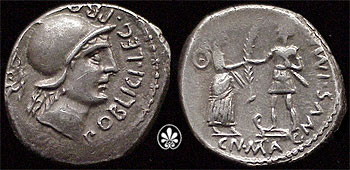
Denario acuñado por el hijo de Pompeyo (Cn. Pompeyo). En el reverso aparecen él (Cn. Pompeyo) e Hispania.

La primera representación de Hispania surgió en la República romana. Consistía en una cabeza de mujer con la leyenda  HISPAN. Fue acuñada en Roma por la familia Postumia en el 81 a. C. haciendo referencia a su antecesor L. Postumius Albinus, que fue pretor en el año 180 a. C. y enviado a Hispania como gobernador, destacando por sus victorias contra lusitanos y vacceos.
Durante las guerras civiles de Pompeyo Magno contra Julio César, su hijo Cneo Pompeyo acuñó un nuevo denario desde la Bética (probablemente cerca de Corduba), que muestra a Hispania en el reverso como a una mujer de cuerpo entero y de pie, presentando una palma al hijo de Pompeyo Magno. Algunos autores, como A. Burgos, creen que representa a la Bética. Sin embargo, las dos lanzas y el escudo redondo (caetra) parecen más bien una alusión a Hispania.
Existen también otra monedas relacionadas con Hispania, como varios denarios de la gens Annia (82-81 a. C.) con la leyenda HIS aludiendo a Hispania, pero sin representación alegórica. Otros denarios de la familia Coelia (51 a. C.) con la misma leyenda inscrita en un estandare y el jabalí, símbolo de la ciudad de Clunia (Hispania Tarraconense) en conmemoración por las victorias de Caius Coelius, gobernador de la Citerior. Asimismo se conserva un denario de la gens Fundania (101 a. C.) que probablemente haga referencia a la victoria sobre Numancia. Otro de la gens Fabia (127 a. C.), seguramente conmemorativo de las victorias sobre los lusitanos y su caudillo Viriato.

### Periodo de auge y consolidación

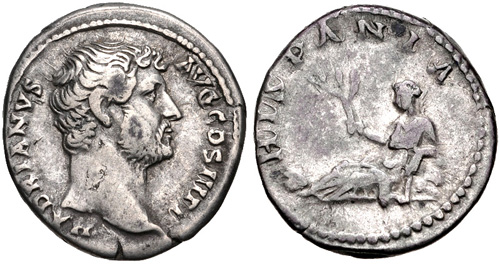
Denario de Adriano con la alegoría de Hispania. Hecha en conmemoración por el viaje de Adriano a Hispania.

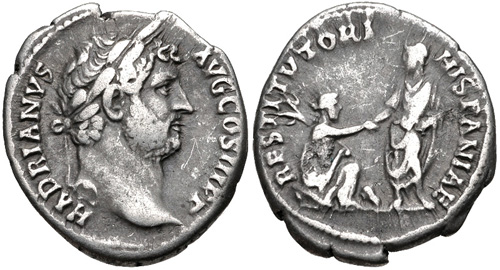
Denario de Adriano. Con la leyenda RESTITVTORI HISPANIAE, donde aparece el emperador prestando ayuda a Hispania. Aunque en esta moneda no se aprecie muy bien, aparecen los atributos de una rama de olivo y un conejo a los pies de Hispania.

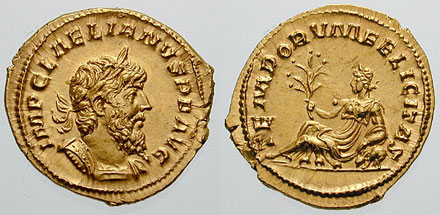
Áureo de Leliano con la alegoría de Hispania.

En el periodo del denominado Alto Imperio se crearon nuevas representaciones alegóricas de Hispania. En este momento, la península hispánica se encontraba dividida en tres regiones: Tarraconensis, Lusitania y Bætica. Sin embargo, las monedas acuñadas por Galba, Vitelio y Vespasiano (periodo de 68-69 d. C.) muestran a Hispania como una unidad y fueron emitidas en Hispania desde Tarraco, pero no sólo en Hispania, sino también en Roma y en algunos lugares de la Galia.
En el imperio de Galba apareció por primera vez la leyenda HISPANIA completa con dos tipos de representaciones: Uno con un busto de mujer joven y otro de una mujer de cuerpo entero; ambas timbradas con laurel y ataviadas con estola y túnica, siendo sus atributos las espigas —símbolo de fertilidad— y dos armas indígenas, las jabalinas cortas y el escudo redondo o caetra. La serie de denarios emitidos por Galba en Tarraco (de abril a junio del 68 d. C.) representan al emperador en posición ecuestre orientado a la izquierda y en otras a la derecha o bien su busto en el anverso y con la leyenda HISPANIA. Posee los atributos de espigas, jabalinas y caetra. Su correspondiente moneda en oro posiblemente fuera acuñada también en Tarraco.
Aparece asimismo por aquel entonces una moneda áurea con Hispania de cuerpo entero. Muestra el busto del emperador Augusto divinizado con corona radiada y en el reverso la alegoría de Hispania, estante y portando espigas de trigo en su mano derecha, dos jabalinas y la caetra con la mano izquierda, con la leyenda HISPANIA en la parte superior.
Galba honró a Clunia por haberle dado cobijo en los primeros momentos de la rebelión y por haberle proclamado emperador a la muerte de Nerón. Por ello acuñaría un impresionante sestercio en Roma con la leyenda HISPANIA CLVNIA SVL(PICIA) S C. en su reverso. En este aparece Galba sentado en silla curul, sosteniendo el parazonio y recibiendo Palladium a manos de la representación de la diosa de la ciudad que porta cornucopia.
La alegoría de Hispania de pie, con sus atributos habituales y la leyenda HISPANIA aparece igualmente con Vespasiano (69-70 d. C.).
Adriano hacía frecuentes viajes a muchas provincias del Imperio, y para conmemorar estos viajes de forma propagandística se acuñaron monedas relativas a estos viajes por cada provincia. Una de ellas corresponde al viaje de Adriano a Hispania. La alegoría de Hispania más famosa se acuñó en Roma; era una figura femenina con una túnica larga, timbrada con laurel u olivo, reclinada hacia la izquierda, con su brazo izquierdo sobre unas rocas, que podrían hacer referencia a los Pirineos. Con su mano derecha sostiene una rama de olivo. A los pies de la figura aparece un conejo, el animal que teóricamente los fenicios emplearon para nombrar a la península: Hishphanim.
En el 269 d. C. el usurpador Ulpio Cornerlio Leliano acuñó una moneda en oro con la leyenda TEMPORVM FELICITAS aludiendo a su origen hispano y rescata de nuevo la alegoría de Hispania del modelo de Adriano. Sería la última que aparecería hasta 1869.

### Declive
Roma y Constantinopla acapararon todo el protagonismo en las acuñaciones monetarias. Los continuos cambios en la división administrativa del Imperio habían dejado a un lado a las antiguas provincias y sus alegorías, que ya no volverían a aparecer numimásticamente hasta muchos siglos después.

### Medallas en la Edad Moderna

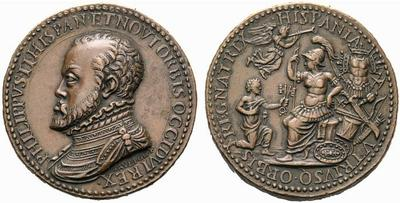
Medalla de Felipe II. Aparece el enemigo humillado rindiéndose ante una Hispania guerrera bien pertrechada.

La figura de Hispania como matrona con la rama de olivo y el conejo como apareció en el periodo del Imperio Romano no volverá a aparecer en ninguna moneda hasta el siglo XIX, aunque sí aparecerá Hispania en algunas medallas que se crearon desde el siglo XVI hasta el siglo XVIII, aunque con una actitud más marcial, muy similar a Britania portando un casco corintio y armada con una lanza.

### Reaparición en la moneda en elsigloXIX
En 1869 es derrocada la reina Isabel II y se comienza a buscar un nuevo rey. En ese año nace la peseta con la alegoría de Hispania de la época de Adriano —en posición yacente y con una rama de olivo—. La diferencia es que estaba coronada con una corona mural en vez de una corona de laurel y añadieron un peñón aludiendo a Gibraltar. Sin embargo, no aparecía ninguna referencia a Hispania o a España. Más tarde añadirían la leyenda ESPAÑA.
En el periodo de transición entre el derrocamiento hasta el establecimiento de la I República (1869-1873) se acuñaron varias monedas diferentes representando a Hispania, siempre reclinada, sobre una roca o sentada con un león. Entre éstas, destaca una moneda de oro de 1870 —que no llegó a emitirse— con valor de 100 pesetas y que representaba a Hispania de pie y sin corona mural.
|                                                             |
| Moneda con la leyenda ESPAÑA y con la alegoría de Hispania. |

|                                                                                               |
| Moneda de un céntimo con la alegoría de Hispania sedente y con el león hispano en el anverso. |

|                                                                  |
| Moneda de oro de 100 pesetas con la alegoría de Hispania de pie. |

#### Alegoría de la Primera y Segunda República Española

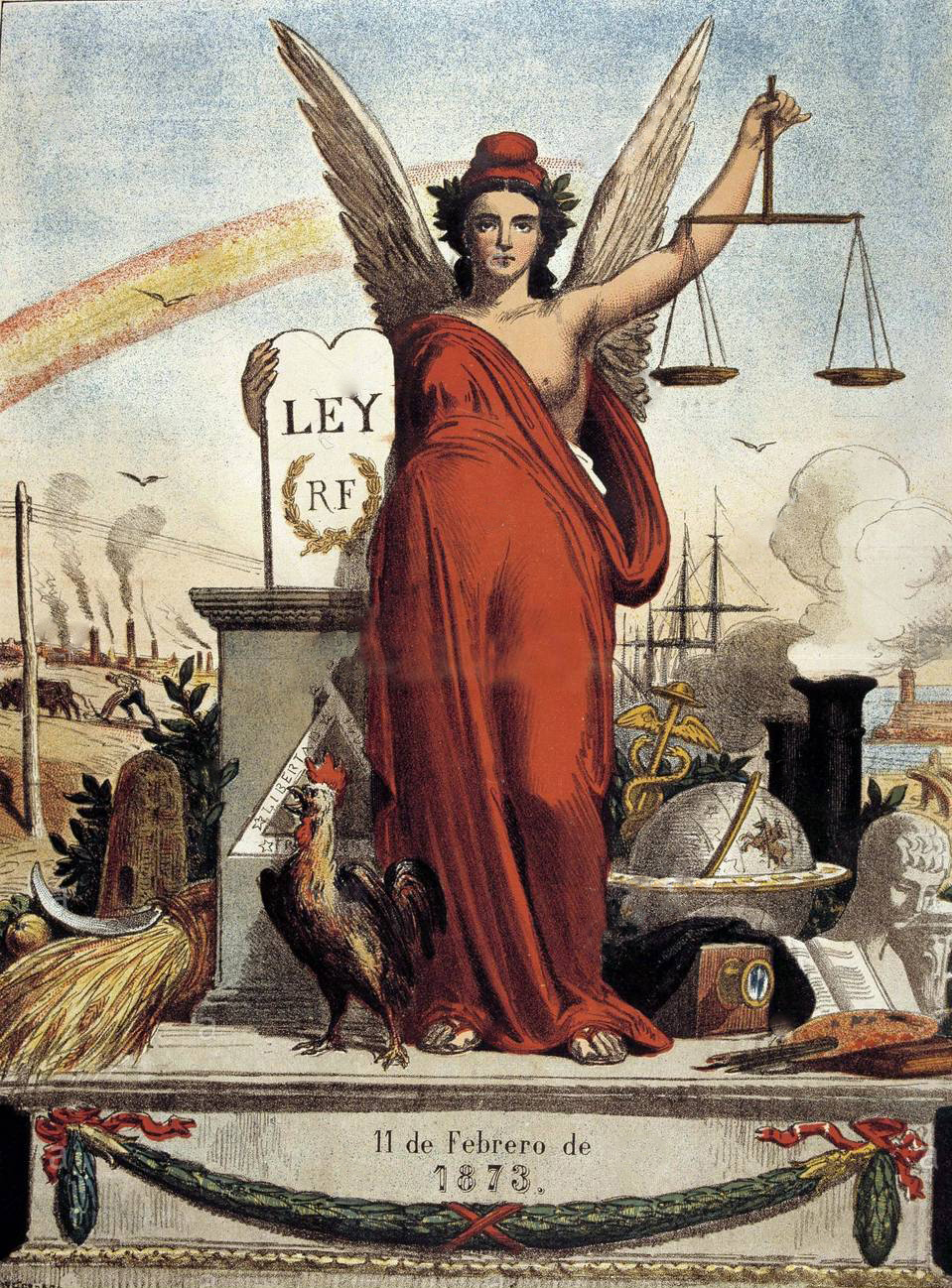
Alegoría de la Primera República Española (1873-1874).

Esta vuelta del olvido de la alegoría supuso un retrato perfecto para representar a la vez a las alegorías de la Primera República y la Segunda República, también conocidas como la "Niña bonita". La primera aparecerá con un gorro frigio y con un gallo muy similar a Marianne y la de la segunda será ya una versión más fiel a Hispania que aparecerá en monedas y billetes emitidos por la república. De todos modos la alegoría de la Segunda República aparecerá ataviada a veces con la corona mural, con gorro frigio o con corona de laurel, además de portar en alguna ocasión rama de olivo. Por tanto la alegoría de la Primera República fue una versión inspirada en la Marianne francesa, ya que llevaba siempre gorro frigio y aparecía junto a un gallo galo (alegoría de Francia), sin embargo la de la Segunda, dependiendo de su atuendo se asemejaba más a Marianne o a Hispania, de todos modos, independientemente del atuendo con la que se representara siempre iba acompañada del león hispano, un atributo asociado inexorablemente a Hispania.
Como ejemplo la Segunda República emitió en 1933 una moneda de plata con valor de una peseta, donde figuraba una mujer con rama de olivo, pero esta vez en posición sedente. Esta representación se consideró como la alegoría de la República, pero la rama de olivo hace pensar que en este caso que se trata de alegoría de Hispania convertida en alegoría de la República. 
Un año antes de estallar la contienda civil (1936) se emitiría un billete de 10 pesetas con la cabeza de una mujer con corona mural. Durante la guerra civil española, la rubia acuñada en latón era posiblemente la moneda de una peseta más popular en el bando republicano y aparecía un busto femenino y con la u de REPVBLICA con v como en el latín, otra muestra de la influencia de la moneda romana en la alegoría de la República como tratando de imitar las monedas romanas acuñadas con la alegoría de Hispania en su día.
|                                                                         |
| Billete de 10 pesetas con la alegoría de la Segunda República Española. |

|                                                                 |
| Moneda de la Segunda República con la alegoría de la República. |

### La alegoría en los últimos años de la peseta

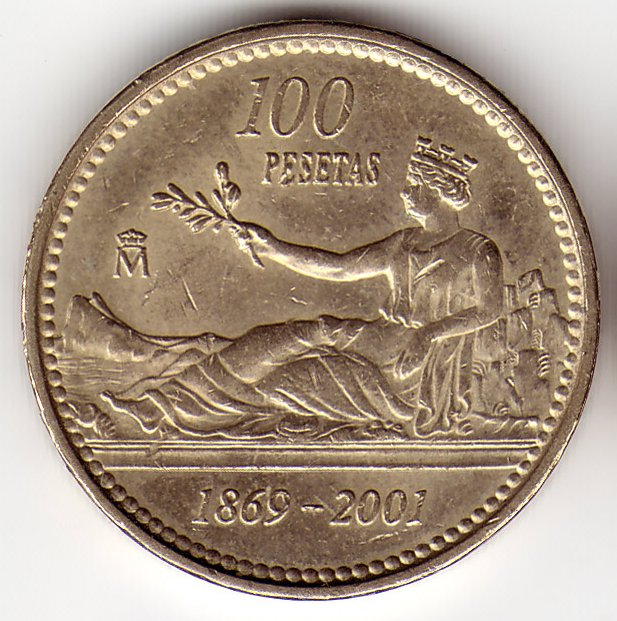
Alegoría de Hispania en una moneda de 100 pesetas.

Las últimas acuñaciones de la peseta fueron en el año 2001. El 1 de enero de 2002 se sustituyó por el euro. Se acuñaron entonces monedas de 100 pesetas (20 duros) y las de 2000 pesetas en plata para conmemorar a la peseta, y se representó la misma imagen que cuando nació: la alegoría de Hispania del modelo de Adriano pero con corona mural, exactamente como renació en el siglo XIX junto a la Peseta.
Con la llegada del euro ninguna representación posee la alegoría. Sin embargo, se creó una medalla con el valor simbólico de 30 euros con la alegoría de Hispania en su reverso como conmemoración del acuerdo monetario europeo.

## Hispania en la escultura
Hispania también ha sido representada a menudo en la escultura. La primera representación en escultura quizá fue la del Augusto de Prima Porta en época del Imperio Romano. Tras esto habría que esperar al siglo XIX, con la llegada del movimiento del romanticismo, que despertó el nacionalismo en occidente, rememorando a menudo el pasado, y del neoclasicismo que buscaba imitar las obras clásicas de la Antigüedad. 
Ambas corrientes fomentaron la creación de representaciones escultóricas en toda Europa, con las alegorías de las antiguas provincias romanas con forma de mujer, como acuñaron los romanos en su época en sus monedas. Así resucitaron las personificaciones de Britania, Germania, Italia Turrita e Hispania.

### Augusto de Prima Porta

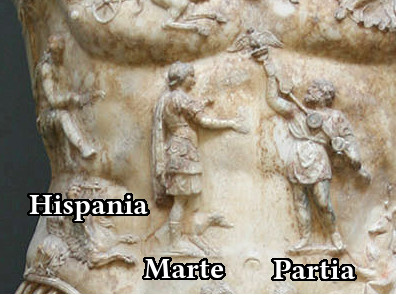
Detalle de la coraza del Augusto de Prima Porta donde aparece Hispania y Marte.

En la coraza de la estatua de Augusto de Prima Porta aparece Hispania en la parte diestra (a la izquierda según se mira la escultura). Se encuentra a espaldas de Marte, dios de la guerra, en posición sedente y afligida portando la gladius hispaniensis. El hecho de que se haya representado de espaldas a Marte y derrotada alude a la victoria de Augusto frente a cántabros y astures.

### Frontón del Palacio de las Cortes
En el tímpano del frontón del Palacio de las Cortes de Madrid que alberga el Congreso de los Diputados, aparece la alegoría de Hispania abrazando la constitución, rodeada además de otras alegorías que aluden a valores y diversas disciplinas vistas desde la cosmovisión del siglo XIX. Estas son: la Abundancia, la Paz, el Valor, la Fuerza, la Justicia, la Astronomía, la Poesía y las Matemáticas, la Escultura, la Pintura, la Arquitectura, el Comercio y la Agricultura. El tímpano fue obra de Ponciano Ponzano.

### Estatua de la Biblioteca Nacional

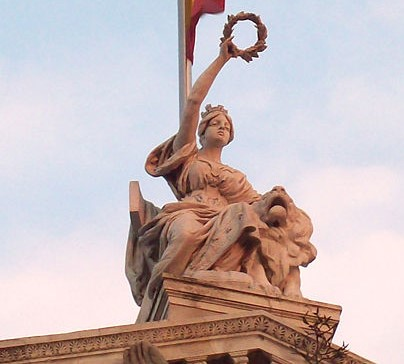
Hispania en lo alto de la B.N.E.

El frontón de la Biblioteca Nacional de España fue obra Agustín Querol, que lo realizó en mármol. Lo remató con tres esculturas, en el vértice aparece Hispania junto al león hispano que representa a Castilla —como heredera del Reino de León— ofreciendo una corona de laurel como premio a las obras literarias de sus hijos. 
A la derecha aparece representado el Genio y a la izquierda el Estudio. En el centro del tímpano aparece la Paz, a su izquierda aparece el genio de la Guerra, la Elocuencia, la Poesía, la Música, la Arquitectura, la Pintura, la Escultura, la Industria, el Comercio y la Agricultura. A la derecha de la Paz aparece la Filosofía, la Jurisprudencia, la Historia, la Astronomía, la Etnografía, la Geografía, la Química, la Medicina y las Matemáticas. Representa "el triunfo de las artes, las ciencias y las letras, laborando al amparo de la paz".

### Puerta de Toledo

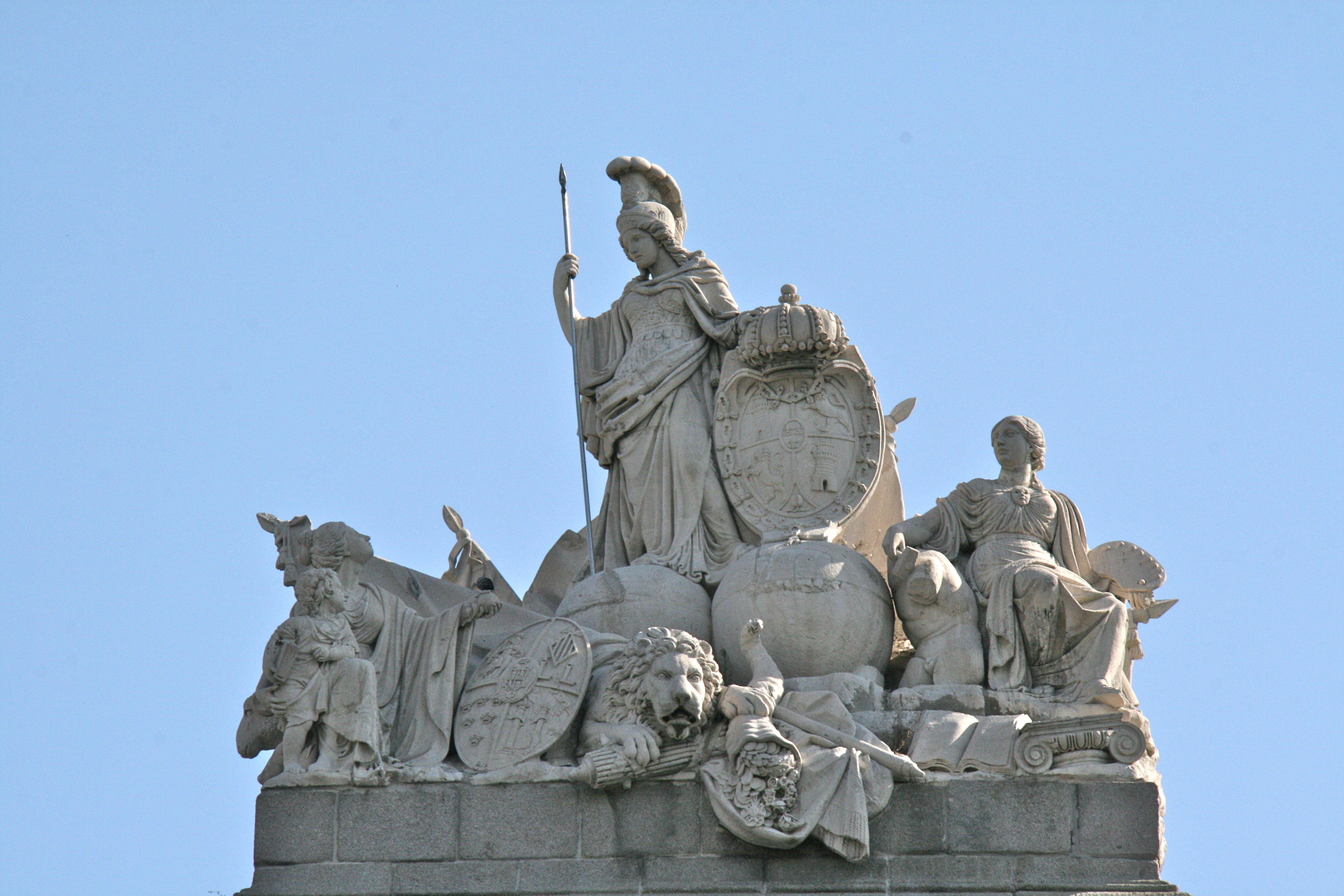
Representación de Hispania y provincias.

La Puerta de Toledo fue un monumento mandado construir por José Bonaparte en Madrid, pero que a su huida junto a las tropas francesas no se canceló, sino que se siguió con el proyecto aunque con algunos cambios. En la fachada que mira al sur se representa la alegoría de España colocada en el centro que soporta un escudo colocado sobre dos hemisferios. 
La alegoría aparece marcial, con armadura, casco corintio y armada con una lanza, aparece recibiendo a un genio de las provincias, personificadas por una matrona colocada a la derecha de Hispania. Para pasarle a las artes que están a la izquierda, por otra matrona representada con los atributos de ellas. La obra escultórica fue esculpida por José Ginés.

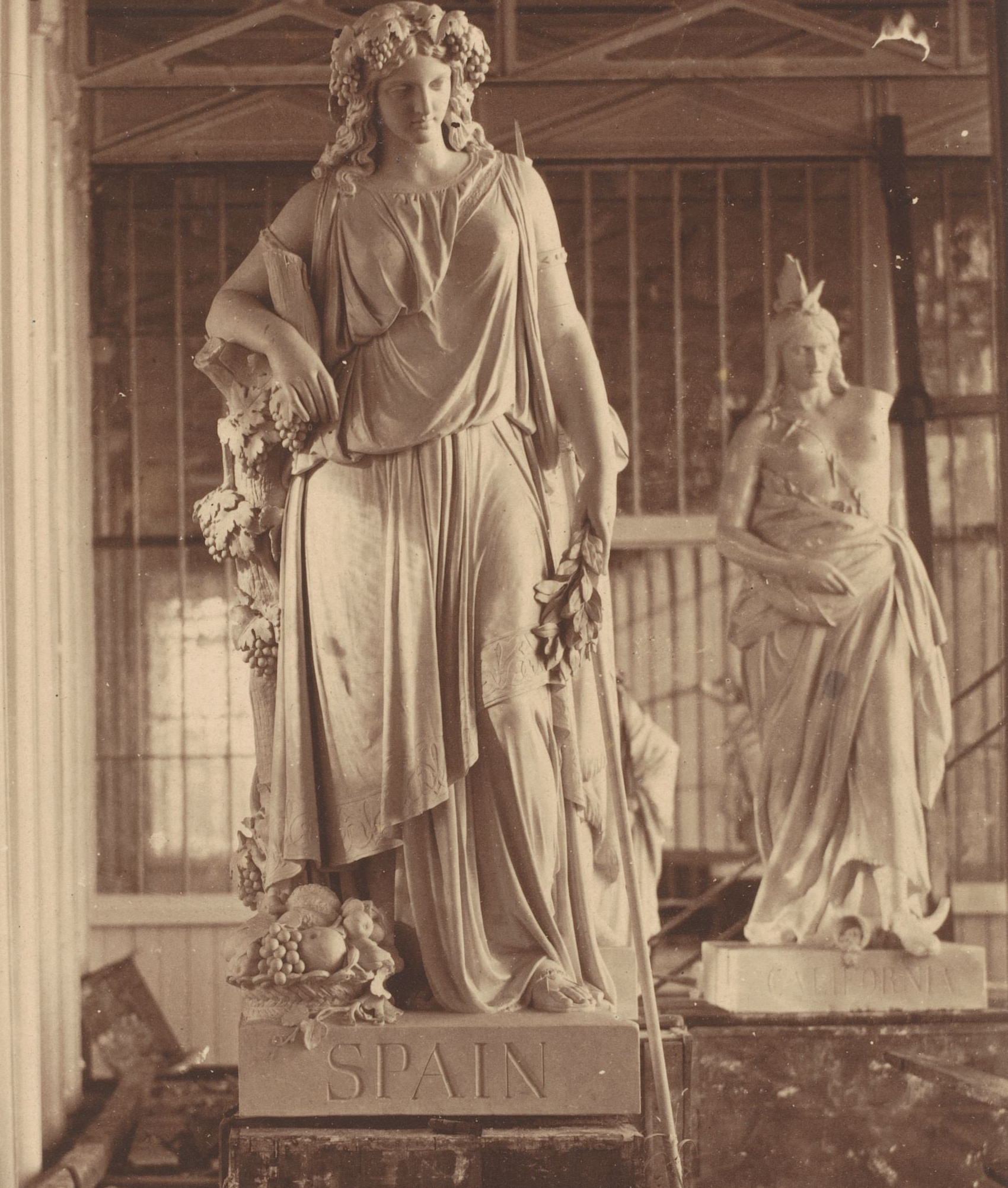
Escultura realizada a mediados del por el escultor italiano Raffaelle Monti.

### Estatua de Raffaele Monti
A mediados del siglo XIX el escultor italiano Raffaele Monti esculpió una imagen de Hispania que sirvió de decoración en las terrazas de los jardines del palacio de cristal de la primera Gran Exposición Universal de 1851 en Londres junto a las personificaciones de otras naciones. La estatua acabó en el Rijksmuseum de Ámsterdam poco después y es probable que esté perdida.
Esta representación refleja como veía el autor a España en el siglo XIX. Esta sujeta una lanza y una rama de laurel en su mano izquierda y se apoya con su brazo derecho en una parra. En lugar de una corona de laurel o una corona mural, el escultor italiano optó por una corona de hojas de vid y racimos de uva. De igual modo cuelgan más racimos de la parra y a sus pies hay una cesta con frutas y verduras. Es posible que se viera a España como un país exportador de fruta y vino. Precisamente el escritor alemán Goethe que fue contemporáneo de Monti aunque el escritor nació bastante años antes, hizo también referencia a España como un país de vino. En su obra Fausto Mefistófeles canta: Precisamente venimos de España, el hermoso país del vino y de las canciones.

España en el edificio Alexander Hamilton de Nueva York.

### Seafaring Nations
España posee también una estatua realizada por el escultor francés Francois Michel Louis Tonetti en 1907 dentro de la obra llamada Seafaring Nations (Naciones Marítimas) junto a las personificaciones de otras once naciones de tradición marítima. Estas, aparte de España son: Grecia, Roma, Fenicia, Génova,  Venecia, Países Bajos, Portugal, Dinamarca, Alemania, Inglaterra y Francia. 
La estatua representa a una España con los emblemas de Castilla y enmarcada en la era de los descubrimientos junto a la esfera de un globo terráqueo y un escudo donde sale representada una nao. El grupo de esculturas se encuentra en la fachada de la antigua Aduana de los Estados Unidos de Nueva York, ahora conocido como edificio Alexander Hamilton.

## Hispania en la pintura

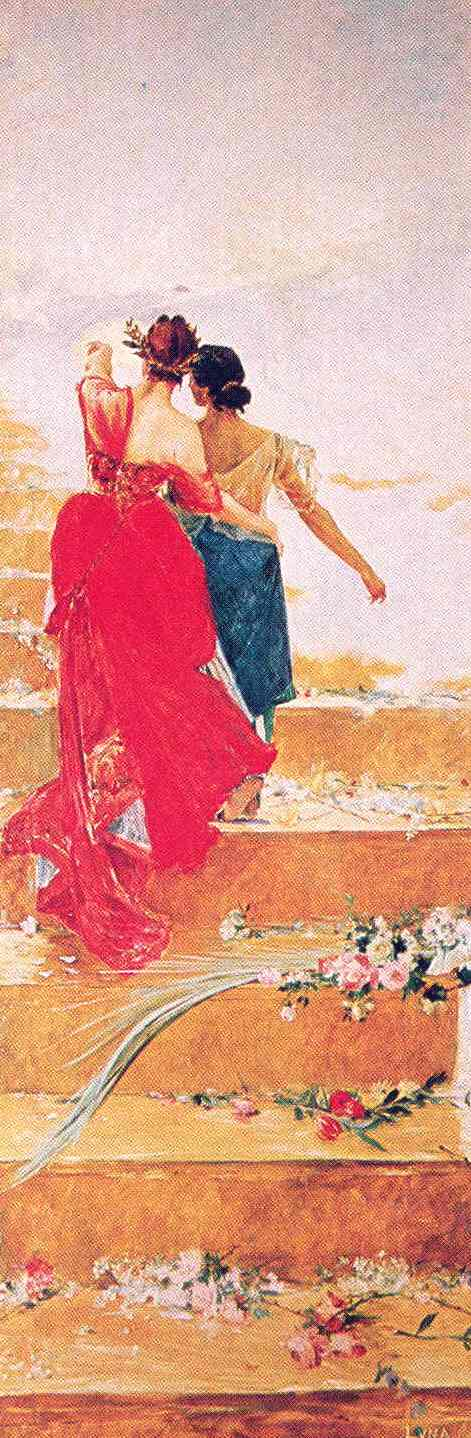
España y Filipinas.

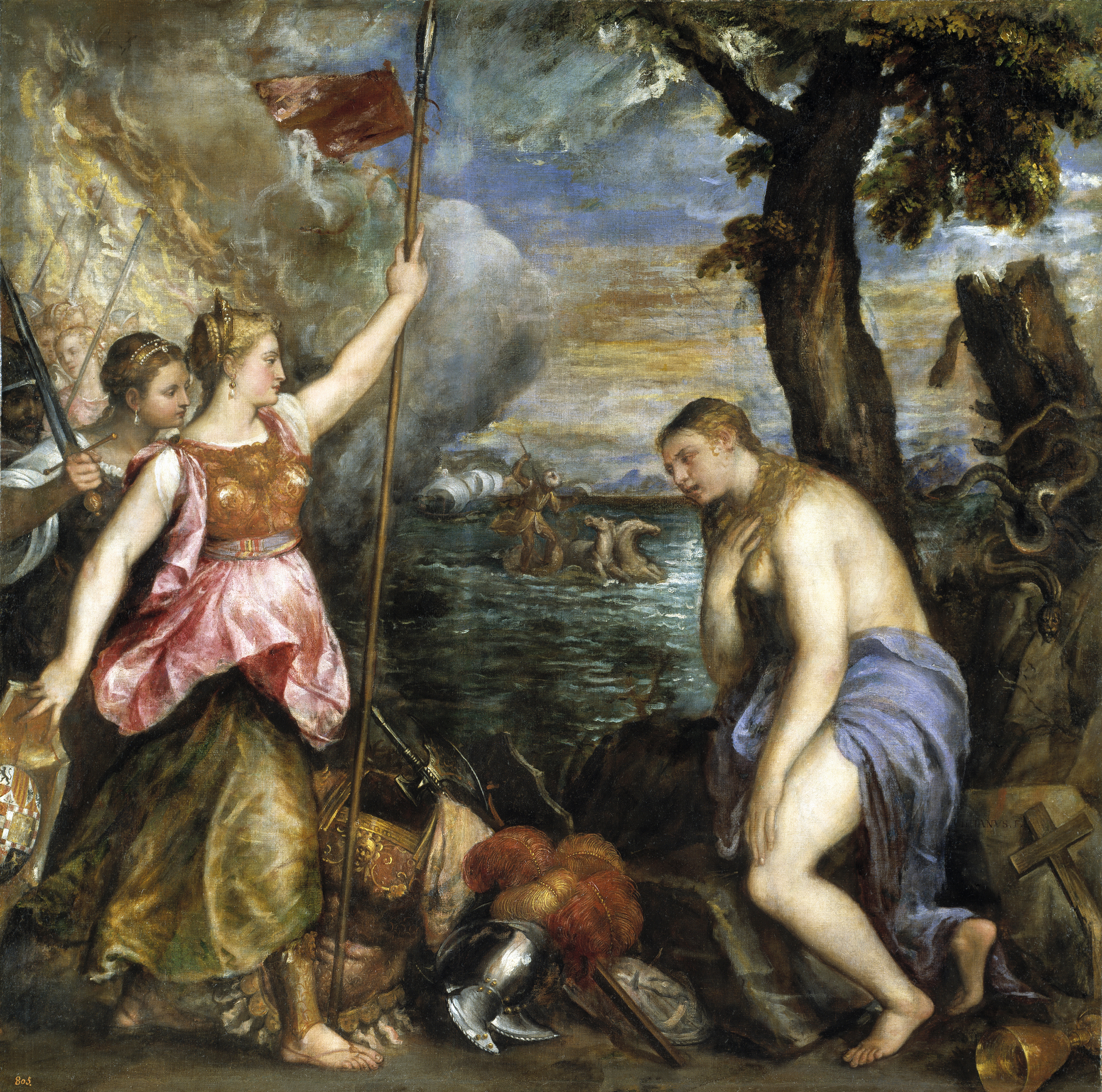
La Religión socorrida por España de Tiziano.

Hispania o España también ha sido representada en la pintura desde el siglo XVI hasta el XIX. Aunque en las medallas que se hicieron hasta el siglo XVIII con la alegoría de Hispania se prefirió el nombre latino, en la pintura se prefirió el nombre castellano de España, en detrimento de Hispania.

### La Religión socorrida por España
En La Religión socorrida por España, aparece una España como matrona con cabello rubio, con una coraza y armada con una lanza de la que cuelga un estandarte rojo de la victoria, socorriendo a una mujer desvalida, alegoría de la religión. Al fondo aparece un turco sobre una galera turca que se hunde que representa la flota otomana derrotada.
Esta pintura la pintó Tiziano sin haber sido encargada para Felipe II tras la victoria cristiana en la Batalla de Lepanto, en la que aunque la República de Venecia y el Papado también participaron, España tuvo el mayor protagonismo.

### La feliz unión de España y Parma unidas impulsan las ciencias y las artes

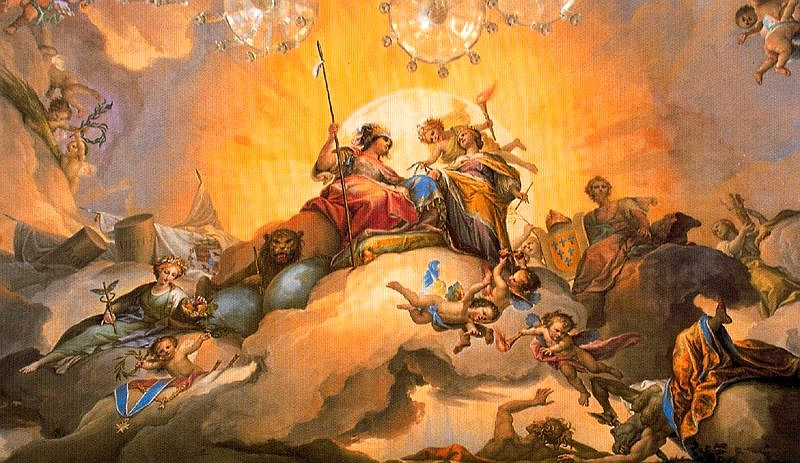
La feliz unión de España y Parma unidas impulsan las ciencias y las artes.

España aparece marcial junto al león de Castilla y a su lado su territorio, Parma, y a su alrededor las alegorías de las ciencias y las artes en un fresco de Francisco Bayeu y Subías situado en la casita del príncipe del Palacio del Pardo, en Madrid.
El Ducado de Parma pasó a ser territorio de España debido a que Felipe V hizo valer los derechos de su esposa, Isabel de Farnesio sobre Parma, más tarde serían cedidos al Sacro Imperio Romano Germánico a cambio del Reino de las Dos Sicilias, aunque pronto volverían porque el Sacro Imperio los devolvería a Felipe I de Parma, hijo de Felipe V, e infante de España, por tanto Parma vuelve a España y permanecerá bajo su dominio hasta 1801 que mediante el Convenio de Aranjuez, fue cedido por Carlos IV a Francia.

### España y Filipinas
En España y Filipinas de Juan Luna, España aparece representada con tez blanca, cabello castaño y de complexión fuerte, guiando a una Filipinas joven, delgada y de tez morena por la senda del progreso. Fue pintado por en el hispanófilo Juan Luna como propaganda a favor de la metrópoli en pleno siglo XIX. El cuadro ocupa un lugar de importancia en el Museo López de Pásig (Filipinas).

### La monarquía española

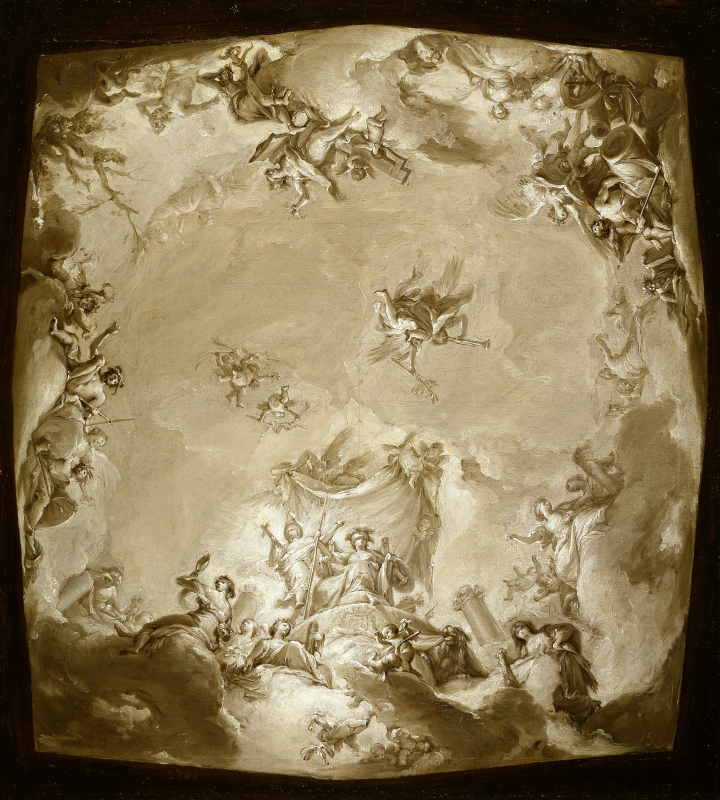
Boceto de La Monarquía española de Francisco Bayeu y Subías.

Francisco Bayeu realizó un boceto de un fresco para el techo del tocador de la Reina del Palacio Real de Madrid que no se llegó a realizar. El cuadro parece querer representar a la monarquía española de forma alegórica, esta, debido a las similitudes parece inspirarse en Hispania de modo marcial con casco corintio y armadura. Aparece siendo cubierta por un manto por los ángeles. La religión aparece a la derecha de la alegoría y entre otras aparecen "la Autoridad, las Virtudes de la Prudencia, la Justicia, la Fortaleza y la Templanza, así como la Nobleza, la Constancia, el Dominio, el Honor, el Premio, la Abundancia, el Mérito, el Tiempo o la Historia".

### Alegoría de España e Inglaterra vencedoras de Napoleón

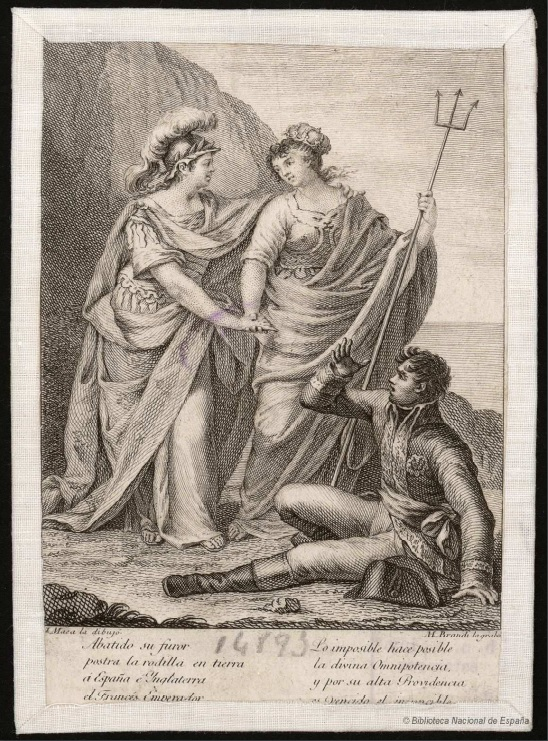
Alegoría de España e Inglaterra vencedoras de Napoleón, grabado de Mariano Brandi según dibujo de José Maea.

Hispania aparece marcial, Britania armada con su tridente, aunque porta una corona muy similar a la Corona de San Eduardo en lugar de su tradicional casco corintio. Hispania da muestras de agradecimiento a Britania mientras que Napoleón se encuentra en el suelo derrotado y pidiendo clemencia.
Debido a la política de Manuel Godoy España decidió aliarse con la Francia revolucionaria lo que desembocó en la derrota de la flota franco-española en Trafalgar. Poco después, con la excusa de invadir Portugal y tener que cruzar España, Napoleón ocupó España y derrocó a su rey, Carlos IV coronando a su hermano José Bonaparte en su lugar. Aunque muchos vieron con buenos ojos las reformas liberales francesas, la mayoría de la población no perdonaría tal traición, levantándose en armas contra los franceses. Esto convirtió a España en aliado de su antiguo enemigo, Gran Bretaña hasta que en 1814 consiguieron expulsar al ejército napoleónico del país.

### Otras pinturas y grabados
- Parnaso de los grandes hombres de España, fresco pintado en la bóveda de una de las habitaciones del Palacio Real de Madrid por Juan Antonio de Ribera donde aparece Hispania premiando a todos los grandes héroes y artistas de España a lo largo de su historia.[12]
- España coronando la efigie del Marqués de La Romana en presencia de Valencia dibujo de Vicente López Portaña.[13]
- Retrato de Fernando VI con las alegorías de España y América.[14]
- La Antigua y la Nueva España, en 1820 representando a España y a México antes de su independencia.[15]
- España presenta a Fernando VII las artes y las ciencias.[16]
- Premio del constante mérito.[16]
- Alegorías del Rey, la Religión y la Patria.[17]
- Alegoría de Fernando VII, España aparece sentada a la izquierda armada con una lanza.[17]
- Préstamo patriótico.[18]

## Hispania en el dibujo humorístico
En el siglo XIX, España fue representada alegóricamente en varias publicaciones humorísticas. Especialmente famosas fueron las revistas La Flaca y Don Quijote, que a menudo representaban a una España apesadumbrada por los acuciantes problemas del país en ese siglo. Aunque muchas caricaturas parecen tener vinculación con la alegoría de Hispania o con la alegoría de la República, algunas  no parecen tener ningún atributo de los usados en el arte —salvo que son figuras femeninas— como la corona de laurel, la corona mural, el león hispano, una lanza o un casco corintio.

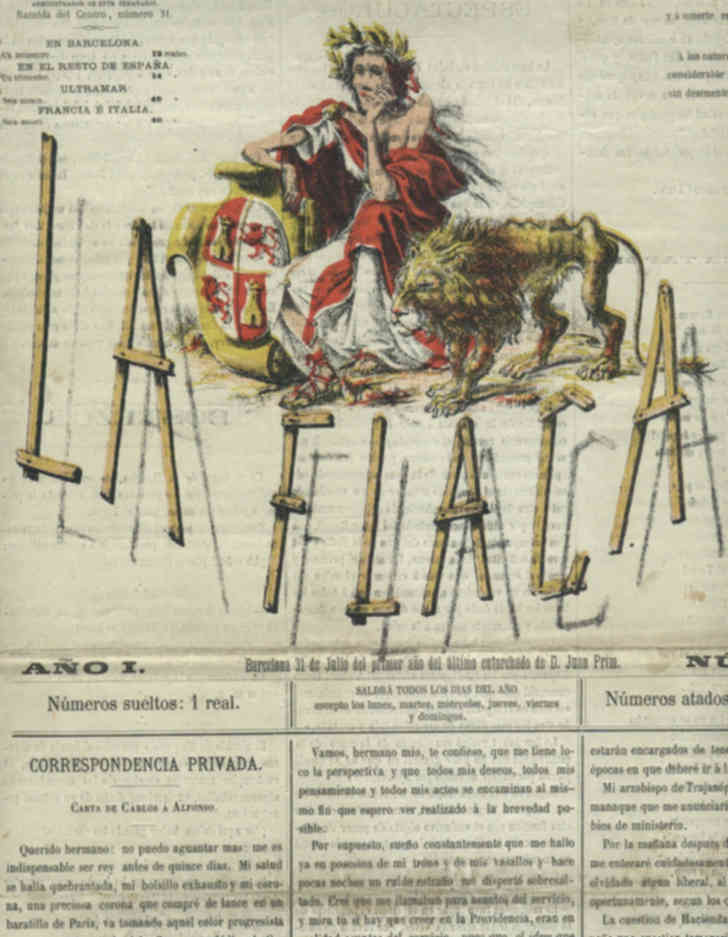
Portada de La Flaca con una representación humorística de una España flaca acorde con el título de la publicación.
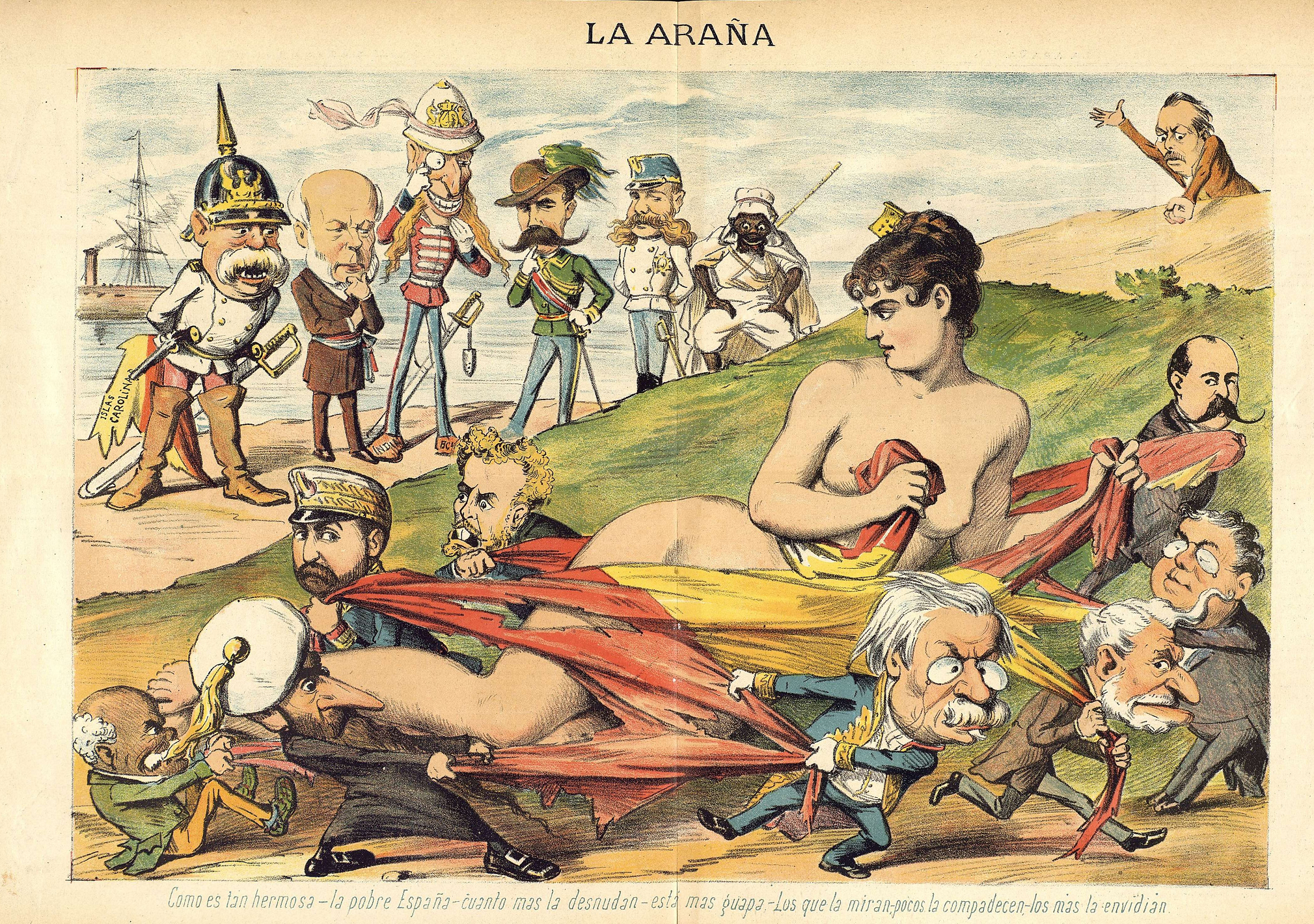
El vestido de España siendo destrozado por sus problemas internos ante la mirada concupiscente de las potencias europeas.
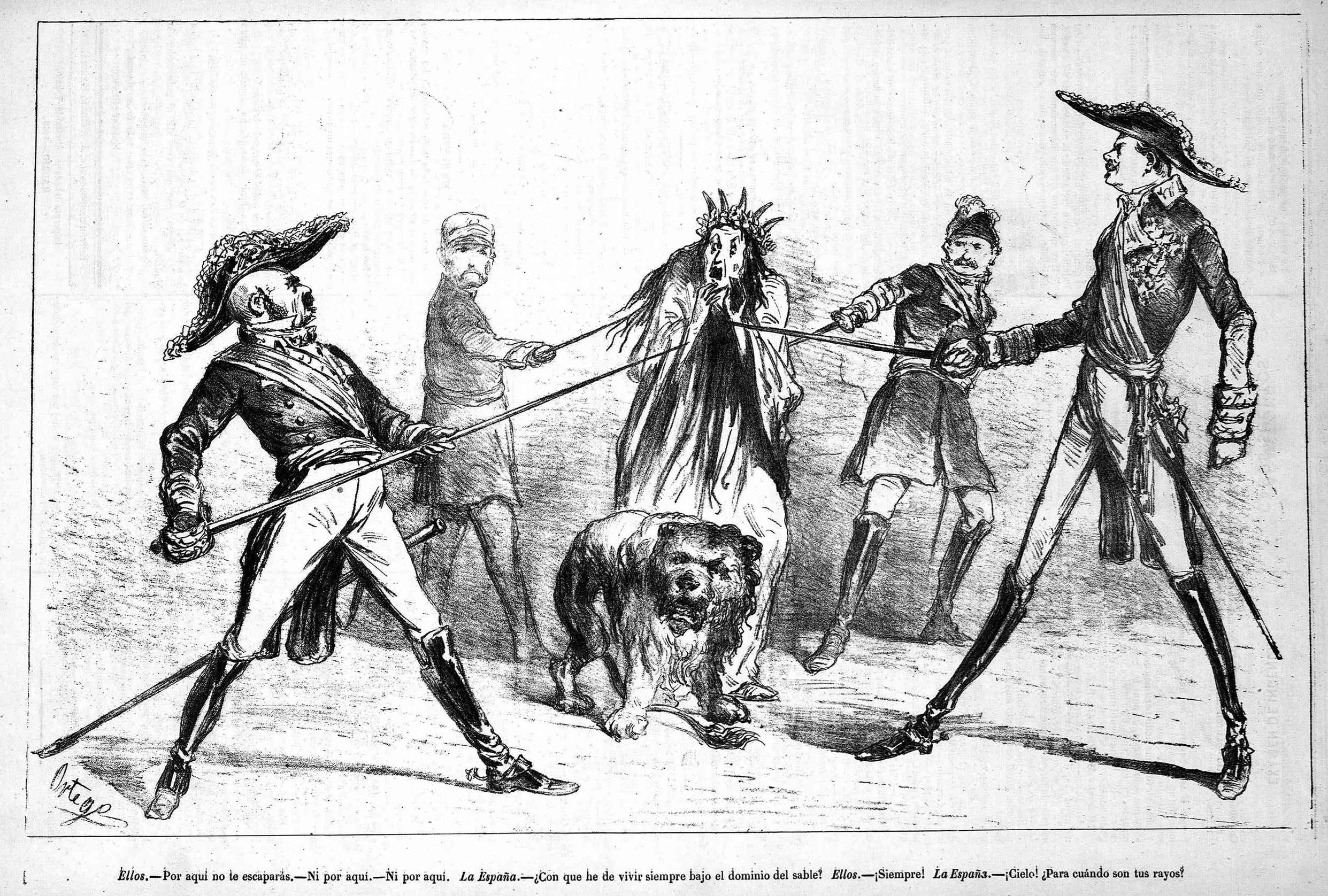
España acorralada.
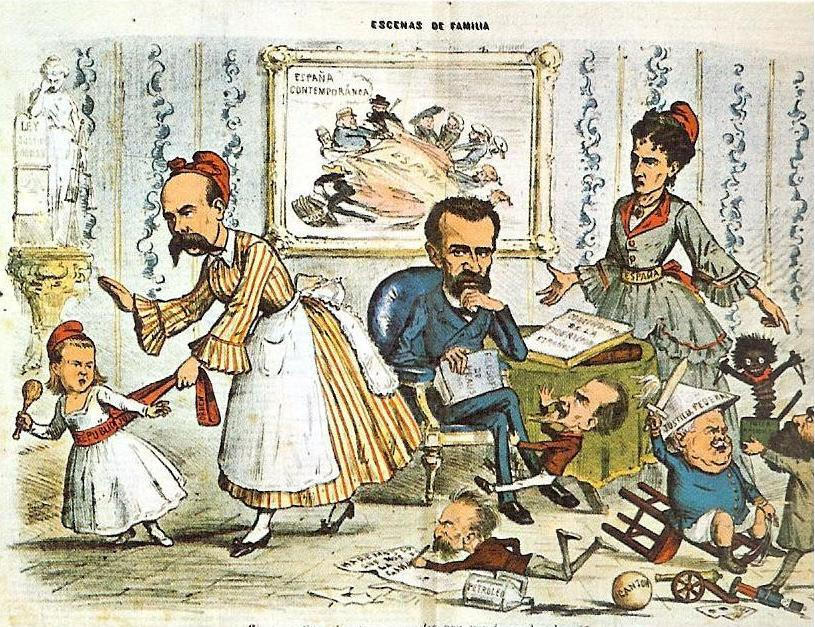
Caricatura de La Flaca donde aparece España con gorro frigio indignida por la actitud de Salmerón y Castelar.
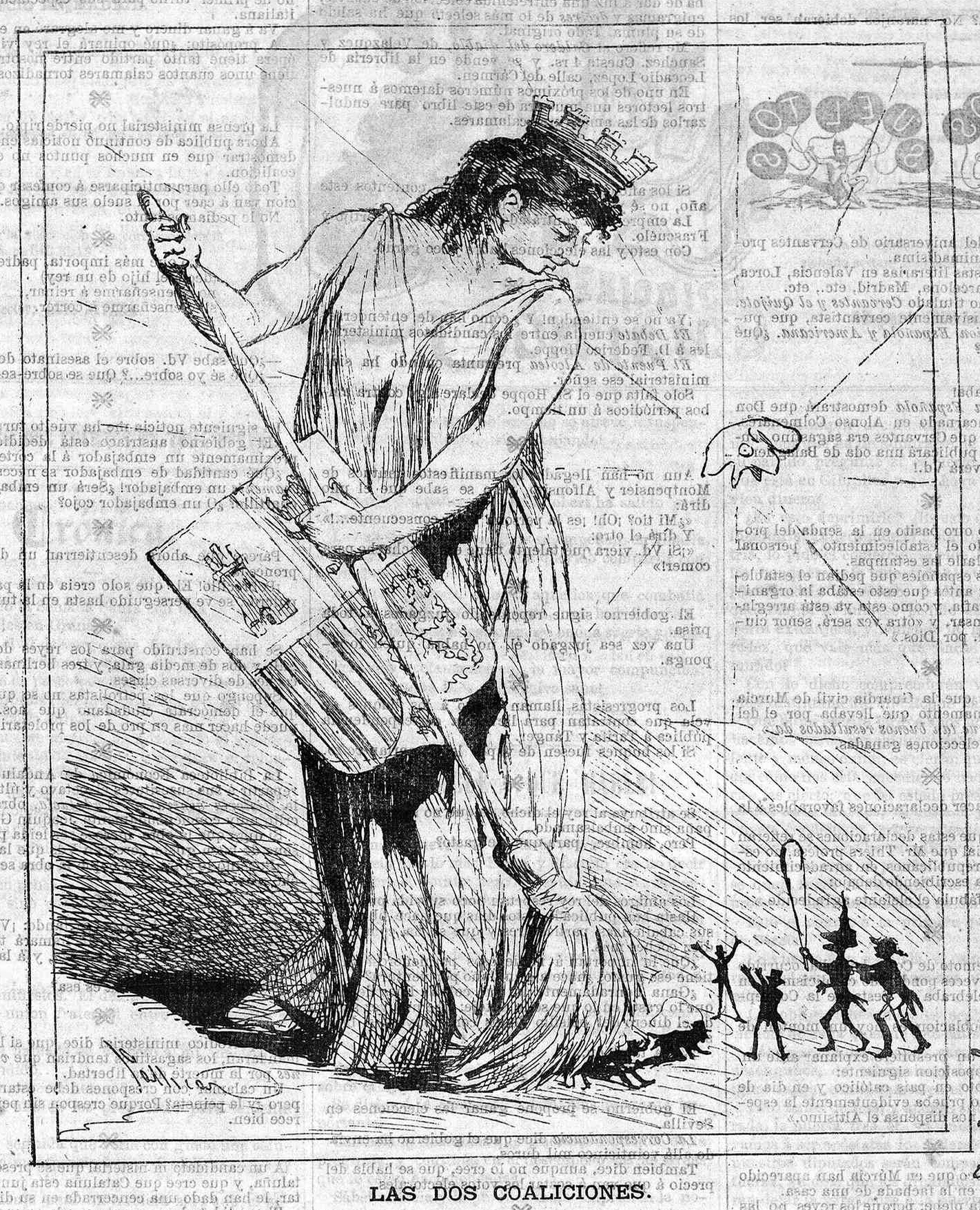
Las dos coaliciones.

## Otros usos

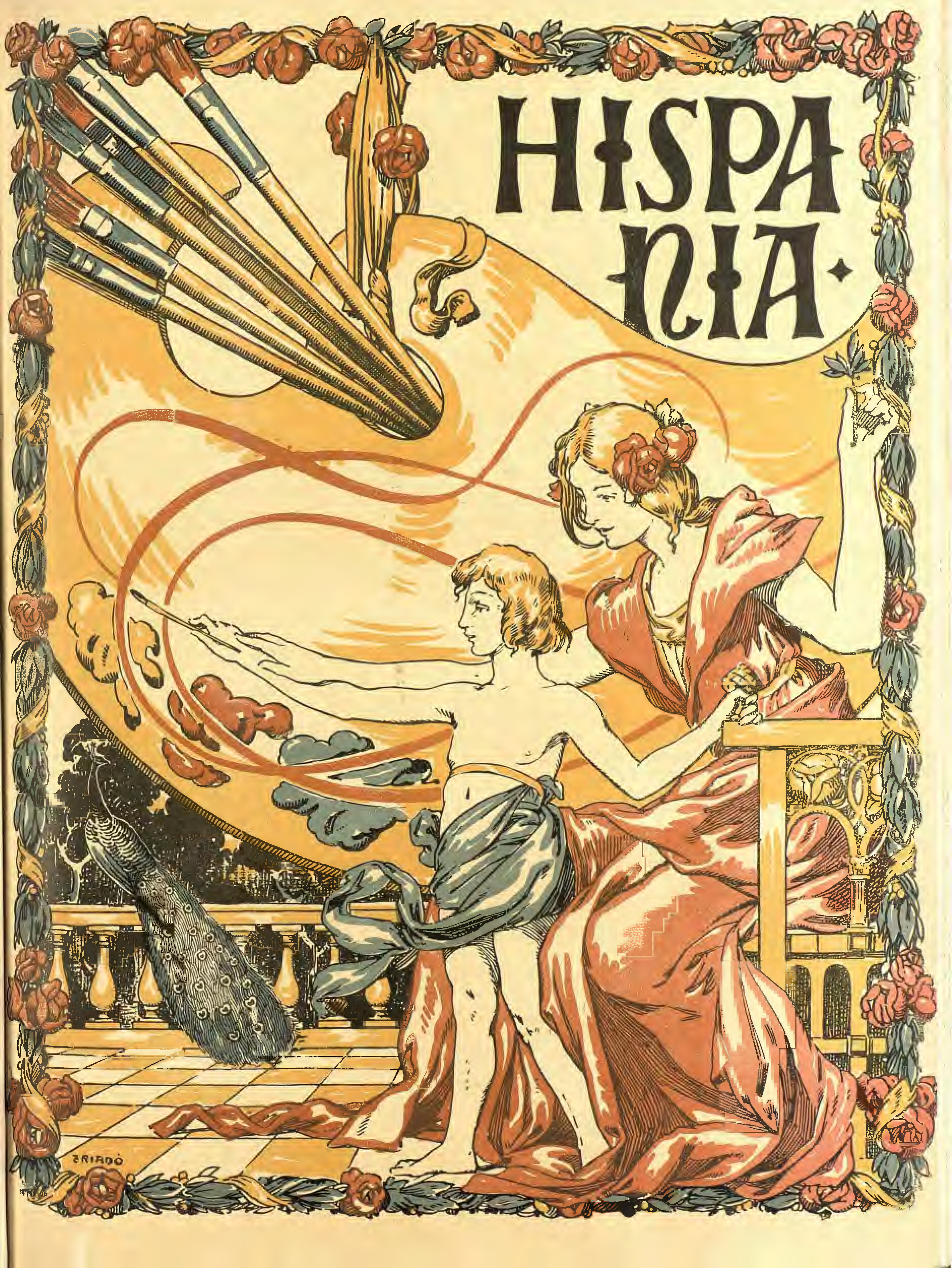
Portada del número 57 de la revista Hispania.

Hispania también ha sido usada para nombrar publicaciones, clubes deportivos o asteroides y su imagen de logo para programas de televisión o marcas de ropa. Algunos ejemplos son los siguientes:
- La revista Hispania publicada en Barcelona entre 1899 y 1903.
- El asteroide (804) Hispania.
- Aparecía en el logotipo del programa Al rojo vivo de La Sexta que representaba a Hispania con corona mural.[19] Aunque se haya retirado del logo del programa sigue apareciendo en diferentes planos durante la retransmisión de este.

.